# Киекуанъярви
Ки́екуанъя́рви (фин. Kiekuanjärvi) — озеро на территории Лоймольского сельского поселения Суоярвского района Республики Карелия.

## Общие сведения
Площадь озера — 2,4 км², площадь водосборного бассейна — 15,5 км². Располагается на высоте 125,2 метров над уровнем моря.
Форма озера лопастная, продолговатая: вытянуто с севера на юг. Берега возвышенные, скалистые.
Из озера берёт начало ручей Киекуанйоки, впадающий в озеро Янисъярви.
Населённые пункты возле озера отсутствуют. Ближайший — посёлок городского типа Вяртсиля — расположен в 15 км к западу от озера.
Название озера переводится с финского языка как «кукарекающее озеро».
Код объекта в государственном водном реестре — 01040300211102000013391.